# 不止一种方法去做一件事
不止一种方法去做一件事（There's more than one way to do it，TMTOWTDI或TIMTOWTDI，发音为“Tim Toady”）是一条Perl俗语。这个语言本身就是用这个“不要教程序员如何编程”的主意设计的。这使得很容易可以写出极度杂乱的程序，但是，根据支持者对这个俗语的理解，这也可以很容易地写出简洁的语句。

## 例子
以下3种等价。
```
print
 
if
 
1
..
3
 
or
 
/match/

```

或者更传统的：
```
if
(
1
..
3
 
||
 
/match/
)
 
{
print
}

```

或者甚至更详细：
```
use
 
English
;

if
(
 
$INPUT_LINE_NUMBER
 
>=
 
1
 
and
 
$INPUT_LINE_NUMBER
 
<=
 
3
 
or
 
$ARG
 
=~
 
m/match/
 
)

{
 
print
 
$ARG
;
 
}

```

## 发展
这条俗语在Perl社区里被讨论了很多，而且扩充成了“不止用一种方法去做一件事，但有时统一也不错”（There's more than one way to do it, but sometimes consistency is not a bad thing either，TIMTOWTDIBSCINABTE，发音“Tim Toady Bicarbonate”）。
例如，以下3种：
```
if
 
(
not
 
flaky_operation
){

    
die
;

}

```

和
```
flaky_operation
 
or
 
die
;

```

和
```
die
 
unless
 
flaky_operation
;

```

比较这3种方式，哪一种更好。从阅读方面说，die unless flaky_operation似乎表明了这个操作很难成功，if块又需要输太多代码，而flaky_operation or die似乎说明要么全有，要么全没有。
事实上，更好的方式是一个错误时抛出异常而不是返回假的flaky_operation。但大部分Perl函数都不是这样的。另一种做法是：
```
flaky_operation
 
or
 
die
 
"$!"
;
 
#这样die，能给出更多信息。

```

## 和Python哲学的比较
Python哲学有一个和TMTOWTDI相反的俗语： “应当只用一种——而且是最好的一种——明确的方式去做一件事。”（“There should be one – and preferably only one – obvious way to do it.”）。这鼓励用最好的方法做事，但在需要的情况下也有次要的替代方法。它的目的是让这个语言易学，尤其是易读，因为当做一件事有很多不同方法时，如果要理解现有的代码，就需要知道所有方法。